# Griffin kontra Griffin (Family Guy)
A Griffin kontra Griffin (angolul Running Mates, további ismert magyar címe: Hazug haldoklás) a Family Guy második évadjának a tizedik része. Összességében ez a tizenhetedik rész. Az epizódot először az amerikai FOX csatorna mutatott be 1999. április 11-én, egy héttel a kilencedik epizód után. Magyarországon a Comedy Central mutatta be 2008. október 15-én.
|  | Alább a cselekmény részletei következnek! |

## Cselekmény
Lois indul az iskolatanács elnökének választásán, mert nem nézi jó szemmel, hogy el akarják törölni a tanárok előéletének ellenőrzését. A kampányát Chris igazgatójának a hívása szakítja félbe, mivel Christ rajtakapták, amint leskelődött a lányok öltözőjénél. Az iskolában Peter összefut egykori kedvenc tanárával, Mr. Fargusszal, aki azonban a régi bolondos énje helyett egy katatonikus öreg ember, mivel az iskolatanács utasítására nyugtató gyógyszert kell szednie. Peter kérésére azonban abbahagyja a pirulák szedését, amelytől elveszti az önkontrollját (a diákjaival a  veszélyeztetett kaliforniai kondorkeselyű tojását dobálják le a tetőről), és ezért kirúgják. A híradóból megtudják, hogy a Lois konkurense visszavonul az elnökjelöltségtől, így Lois egyedül indulhatna a választáson. Azonban Peter úgy dönt, hogy ő is indul a választáson, hogy győzelme esetén visszaadja Mr. Fargus munkáját.
Mindketten komoly kampányba kezdenek, de láthatóan Lois áll jobban. A választási vitaműsor során Lois megalázza Petert, melyre Peter egy választási reklámfilmmel válaszol, melyben Lois egy szexi képet felhasználva (amelyet Lois adott Peternek a házassági évfordulójukra) megalázza, és ezáltal hiteltelennek állítja be őt.
Lois elképedve hallja, hogy Peter elsöprő többséggel nyeri meg az iskolatanács elnöki címet. Peter nem veszi túl komolyan a munkáját. Egy tévé interjú során Peter bemutatja „nagyszerű” újításait (mókásabb szexuális felvilágosítás, folyosóbiztonságért felelős robot, felfrissített könyvtár), melynek során kiderül, hogy a könyvtárban a fiúk igazából pornót olvasnak, amit Christől kaptak, aki pedig az apjától kapta, hogy inkább ezeket nézze a kukkolás helyett. Ez óriási botrányt okoz, Peter így tanácsadója, James Carville javaslatára az egészet Loisra próbálja kenni. A sajtótájékoztató során azonban nem tudja rászánni magát, hogy megtegye, mert minden nő, akire ránéz, Lois-szá változik a szemében. Végül azon veszi észre magát, hogy bocsánatot kér Loistól a szörnyű viselkedése miatt. Peter lemond, és Lois-szal együtt helikopteren távozik.

## Külső hivatkozások
- Griffin kontra Griffin az Internet Movie Database-ben (angolul)
- Griffin kontra Griffin a Rotten Tomatoeson (angolul)
- Griffin kontra Griffin a Box Office Mojón (angolul)